# 死を開く扉
『死を開く扉』（しをひらくとびら）は、高木彬光の長編推理小説。1957年、『四次元の目撃者』として『宝石』の9月号と11月号に連載された後、同年11月に長編化され、東京文芸社より上梓されたものである。

## 概要
1957年8月、『宝石』誌売り上げ不振のために、江戸川乱歩が編集長に就任し、雑誌刷新のために尽力している最中であった。
同年、高木彬光は7作の連載を抱え、13篇の短篇を発表しており、社会派ミステリーの胎動の中、精力的な活動をしていた。同時期、高木彬光は混迷に陥り、試行錯誤をしているような情況でもあったが、この作品を発表し、直後の12月より『宝石』誌に『樹のごときものあるく』を連載することで、坂口安吾の未完作品、『復員殺人事件』を完結させている。
江戸川乱歩は、150枚の中編である原形作品について「宙に開く扉という途方もない新着想が、この作のトリックの創意を暗示している」として高く評価している。小粒ながらも密室トリックをメインとした秀作である。
長編化の際に、松下研三が若狭を訪問するきっかけとして、中小出版社の編集者との会話を追加している。

## あらすじ
小説のネタ捜しと、旧日本海軍が隠匿したという宝を求めて、福井県の若狭地方を訪れた松下研三は旧友の福原保と再会し、福原から紹介されたインターン医である柿山雄次郎より、小浜に四次元の世界を覗こうとして、二階の自室の壁を繰り抜いて扉を設置した百万長者、林百竹の話を聞かされる。
翌日、福原の案内で小浜の町を観光していた研三は、林が密室状態の例の部屋の中で至近距離から額を撃ち抜かれた射殺死体として発見されたことを知る。

## 主な登場人物
神津恭介
東京大学医学部法医学教室助教授。名探偵。松下・福原の東大在学時代の友人。
松下研三
恭介の旧友の探偵作家。愛称ウルトラ。神津・福原の東大時代の同期生。
福原保
恭介・研三の旧友。吉浜で開業医をしている。既婚。被害者の妻、優子とはかつて相思相愛だったが、戦争で引き離された。
柿山雄次郎
小浜の病院にインターンに通っている青年医師。探偵小説マニア。27、8歳。
林百竹
小浜に居住する資産家。37、8歳
林優子
百竹の妻。福原の元恋人。
林慶子
百竹の兄嫁。
近藤信吉
林家の支配人。
林直子
百竹の妹。未亡人。
村田保子
林家の家政婦。百竹の愛人。
林竹太郎
百竹と保子の間の子供。
村田銀次郎
保子の夫。詐欺師。
安川貞夫
小浜警察署の警部補。
徳田直樹
小浜警察署の署長。